# إيكسل
إيكسل (بالفرنسية: Ixelles)‏، هي إحدى ضواحي مدينة بروكسل عاصمة بلجيكا. حيث تقع جنوب بروكسل، وتبلغ مساحتها 6.34 كم مربع، ويسكنها حوالي 83 ألف نسمة.

## معرض صور

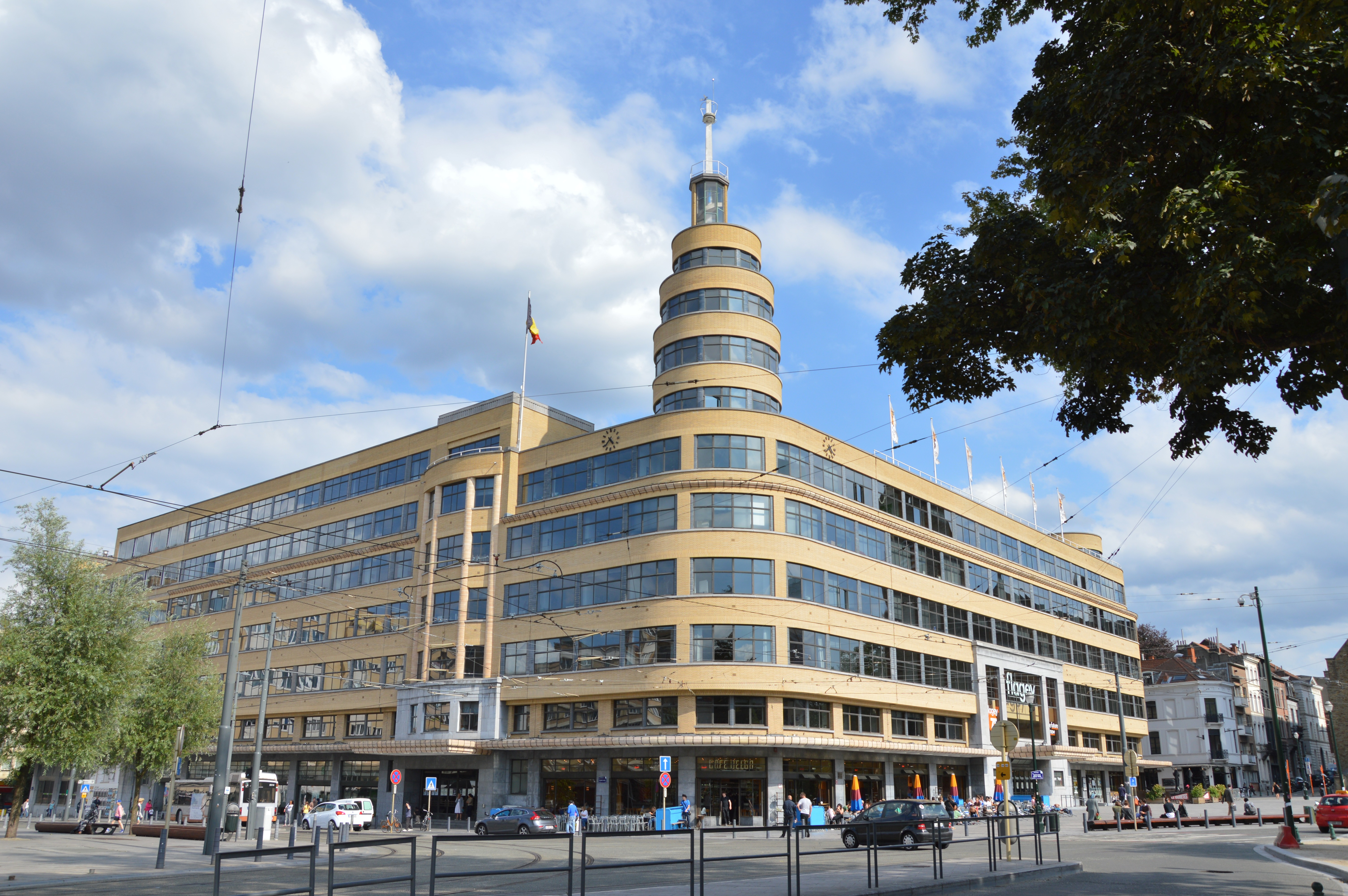
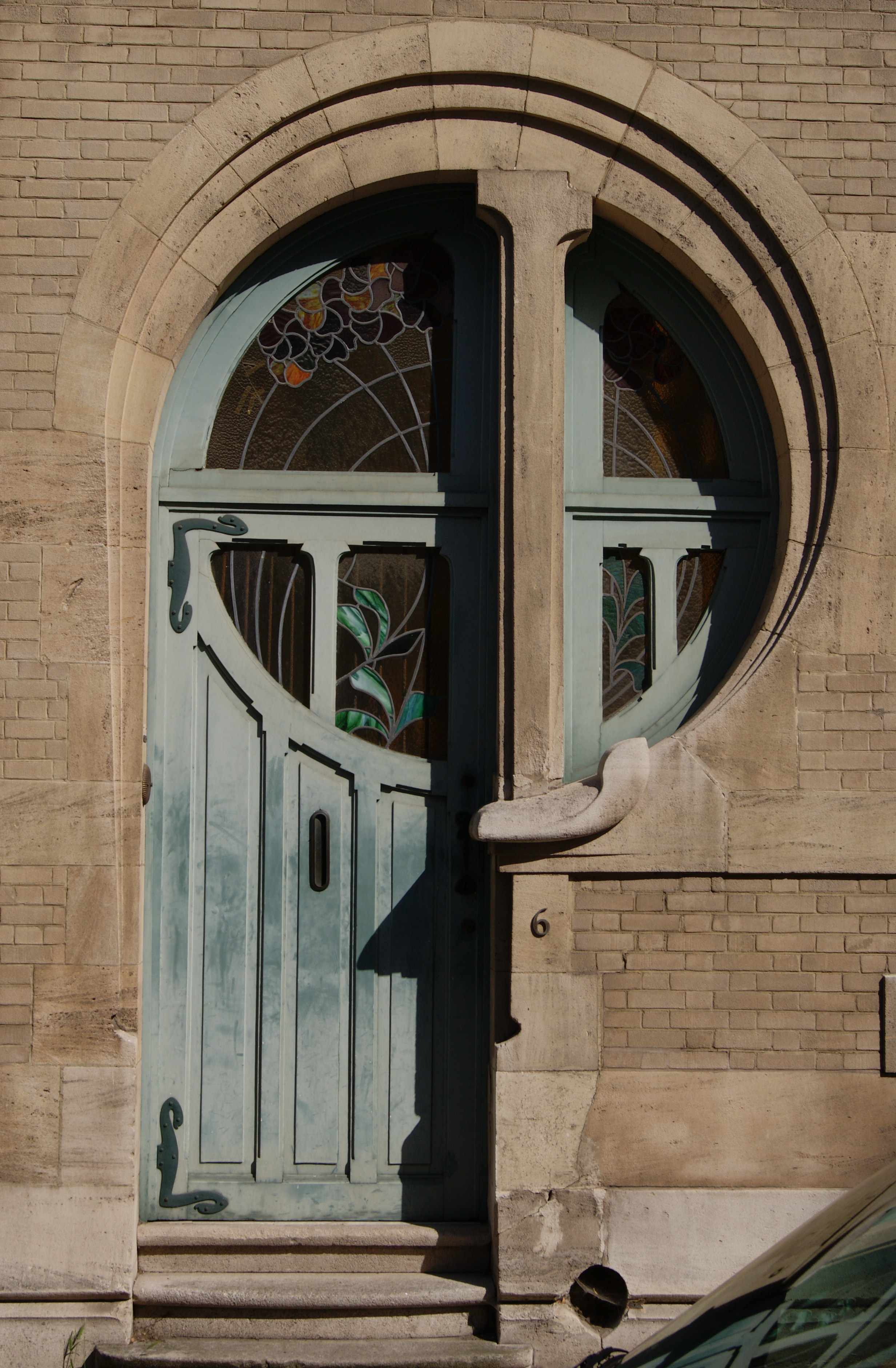
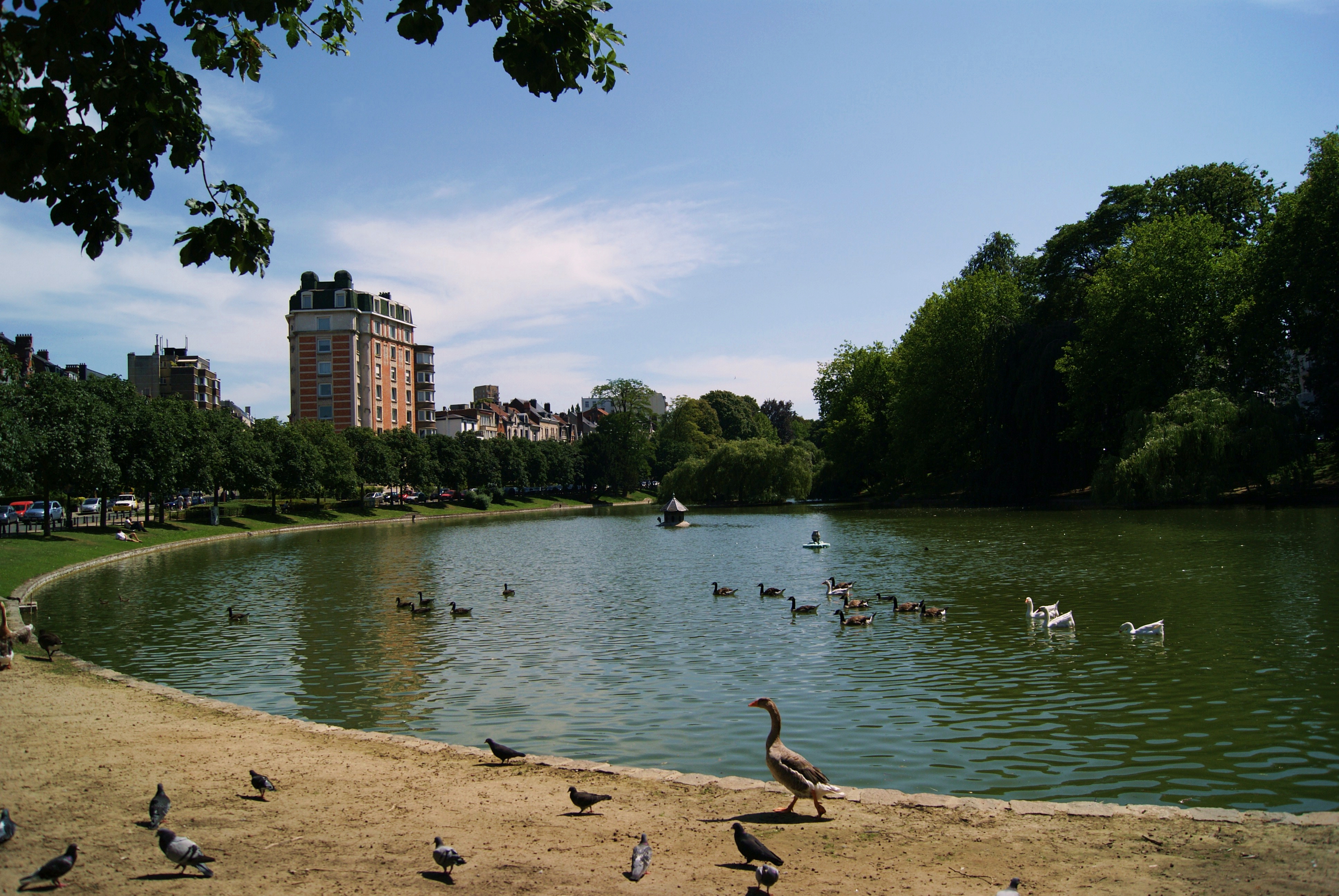

## توأمة
لإيكسل اتفاقيات توأمة مع:
- بياريتز

## أعلام
- إرنست سولفاي
- فيليكس فوكس
- أودري هيبورن
- أوقستي دوبونت
- أورسولا فون دير لاين